# 프랜시스 필드
프랜시스 필드(영어: Francis Field)는 미국 미주리주 세인트루이스에 있는 경기장으로, 워싱턴 대학교 세인트루이스 스포츠 팀의 홈 구장으로 사용되고 있으며 1904년 만국 박람회에 맞춰 준공되었다. 1904년 하계 올림픽 주 경기장으로 사용되었으며 육상과 사이클, 축구, 라크로스, 로크, 줄다리기, 역도, 레슬링, 테니스 경기가 열린 경기장이다.